# Arhopala ijauensis
Arhopala ijauensis är en fjärilsart som beskrevs av George Thomas Bethune-Baker 1897. Arhopala ijauensis ingår i släktet Arhopala och familjen juvelvingar. Inga underarter finns listade i Catalogue of Life.